# Ba Tơ (thị trấn)
Ba Tơ là thị trấn huyện lỵ của huyện Ba Tơ, tỉnh Quảng Ngãi, Việt Nam.

## Địa lý
Thị trấn Ba Tơ nằm gần trung tâm huyện Ba Tơ, có vị trí địa lý:
- Phía đông giáp xã Ba Cung
- Phía tây giáp xã Ba Dinh
- Phía nam giáp xã Ba Bích và xã Ba Trang
- Phía bắc giáp xã Ba Vinh.

Thị trấn Ba Tơ có diện tích 32,05 km², dân số năm 2019 là 6.739 người, mật độ dân số đạt 210 người/km².

## Lịch sử
Ngày 12 tháng 3 năm 1987, Hội đồng Bộ trưởng ban hành Quyết định số 52-HĐBT. Theo đó, thành lập thị trấn Ba Đình, thị trấn huyện lỵ huyện Ba Tơ trên cơ sở sáp nhập các thôn Đá Bàng, Tài Năng (xã Ba Đình), các thôn Vã Nhăn, Con Dung (xã Ba Dung), các thôn Tài Năng 1, Tài Năng 2 (xã Ba Trung).
Ngày 26 tháng 12 năm 1990, đổi tên thị trấn Ba Đình thành thị trấn Ba Tơ.
Đến năm 2019, thị trấn Ba Tơ có diện tích 22,82 km², dân số là 5.911 người, mật độ dân số đạt 259 người/km².
Ngày 10 tháng 1 năm 2020, Ủy ban Thường vụ Quốc hội ban hành Nghị quyết số 867/NQ-UBTVQH14 về việc sắp xếp các đơn vị hành chính cấp huyện, cấp xã thuộc tỉnh Quảng Ngãi (nghị quyết có hiệu lực từ ngày 1 tháng 2 năm 2020). Theo đó, sáp nhập 9,23 km² diện tích tự nhiên và 828 người của xã Ba Chùa vừa giải thể vào thị trấn Ba Tơ.
Sau khi sáp nhập, thị trấn Ba Tơ có diện tích 32,05 km², dân số là 6.739 người.